# Schleuse Bollingerfähr
Die Schleuse Bollingerfähr ist eine Schleuse am Dortmund-Ems-Kanal. Sie liegt in Heede, einer Gemeinde im Landkreis Emsland.

## Beschreibung
Alte Schleuse
Die erste Schleusenkammer wurde 1896 in Böschungsbauweise errichtet und mit der Fertigstellung des Dortmund-Ems-Kanals 1899 in Betrieb genommen. Sie ist 163 m lang, 10 m breit und wird mit zwei Stemmtoren verschlossen.
Neue Schleuse
Die neue Schleusenkammer wurde 1954 in Spundwandbauweise errichtet. Sie ist 165 m lang, 12 m breit und wird mit zwei Schiebetoren verschlossen. Über das Unterhaupt führt eine Hubbrücke zu den Gebäuden an der alten Kammer. Die Schleuse wird vom Wasserstraßen- und Schifffahrtsamt Ems-Nordsee zu festgelegten Zeiten bedient.